# Good Girl Gone Bad
Good Girl Gone Bad là album phòng thu thứ ba của nghệ sĩ thu âm người Barbados Rihanna, phát hành ngày 31 tháng 5 năm 2007, bởi Def Jam Recordings và SRP Records. Trong album này, Rihanna đã cộng tác với nhiều nhà sản xuất khác nhau, bao gồm Christopher "Tricky" Stewart, Terius "Dream" Nash, Neo da Matrix, Timbaland, Carl Sturken, Evan Rogers và StarGate. Lấy cảm hứng từ album phòng thu thứ tư của Brandy Norwood Afrodisiac (2004), Good Girl Gone Bad là một album mang âm hưởng của pop, dance-pop, R&B với nhiều ảnh hưởng từ âm nhạc những năm 1980. Được mô tả là một bước đột phá trong sự nghiệp của Rihanna, nó đại diện cho sự chuyển biến từ những âm thanh Caribbean trong hai album phòng thu trước của cô, Music of the Sun (2005) và A Girl like Me (2006). Bên cạnh sự thay đổi trong âm nhạc, album cũng đánh dấu hình ảnh mới của nữ ca sĩ từ một cô gái ngây thơ đến một người có cái nhìn sắc sảo và ngoại hình gợi cảm hơn.
Good Girl Gone Bad nhận được những phản ứng tích cực từ các nhà phê bình âm nhạc, trong đó họ đánh giá cao khâu sáng tác của nó cũng như định hướng âm nhạc mới của Rihanna, mặc dù một số người chỉ trích nội dung lời bài hát và tính nhất quán của nó. Album nhận được 7 đề cử giải Grammy và chiến thắng giải Hợp tác rap/hát xuất sắc nhất với đĩa đơn "Umbrella" tại lễ trao giải năm 2008. Nó ra mắt ở vị trí thứ hai trên bảng xếp hạng Billboard 200 và bán được 162.000 bản trong tuần đầu phát hành. Trên thị trường quốc tế, album đạt vị trí quán quân tại Canada, Thụy Sĩ và Vương quốc Anh. Tính đến nay, Good Girl Gone Bad đã bán được 7 triệu bản trên toàn thế giới.
Năm đĩa đơn đã được phát hành từ album, trong đó bao gồm hai bản hit quốc tế "Umbrella" và "Don't Stop the Music"; tạp chí Rolling Stone đã liệt kê "Umbrella" ở vị trí thứ 412 trong danh sách 500 bài hát vĩ đại nhất mọi thời đại. Để quảng bá album, Rihanna bắt tay thực hiện chuyến lưu diễn thế giới đầu tiên, Girl Good Gone Bad Tour. Năm 2008, album đã được tái phát hành dưới tên gọi Good Girl Gone Bad: Reloaded với ba bài hát mới, bao gồm những đĩa đơn quán quân Billboard Hot 100 là "Take a Bow" và "Disturbia". Sau đó, nó được tiếp nối với album phối khí đầu tiên của Rihanna, Good Girl Gone Bad: The Remixes, vào tháng 1 năm 2009, trong đó bao gồm những bản phối từ Moto Blanco, Tony Moran, the Soul Seekerz và the Wideboys.

## Danh sách bài hát
| Good Girl Gone Bad – Bản tiêu chuẩn | Good Girl Gone Bad – Bản tiêu chuẩn        | Good Girl Gone Bad – Bản tiêu chuẩn                                               | Good Girl Gone Bad – Bản tiêu chuẩn | Good Girl Gone Bad – Bản tiêu chuẩn |
| STT                                 | Nhan đề                                    | Sáng tác                                                                          | Sản xuất                            | Thời lượng                          |
| ----------------------------------- | ------------------------------------------ | --------------------------------------------------------------------------------- | ----------------------------------- | ----------------------------------- |
| 1.                                  | "Umbrella" (hợp tác với Jay-Z)             | C. "Tricky" Stewart Terius "Dream" Nash Thaddis Harrell Shawn Carter              | Stewart Kuk Harrell [a]             | 4:35                                |
| 2.                                  | "Push Up on Me"                            | Jonathan "J.R." Rotem Makeba Riddick Lionel Richie Cynthia Weil                   | Rotem Riddick [a]                   | 3:15                                |
| 3.                                  | "Don't Stop the Music"                     | Tor Erik Hermansen Mikkel S. Eriksen Tawanna Dabney Michael Jackson               | StarGate                            | 4:27                                |
| 4.                                  | "Breakin' Dishes"                          | Stewart Nash                                                                      | Stewart Harrell [a]                 | 3:20                                |
| 5.                                  | "Shut Up and Drive"                        | Evan Rogers Carl Sturken Stephen Morris Peter Hook Bernard Sumner Gillian Gilbert | Rogers Sturken                      | 3:33                                |
| 6.                                  | "Hate That I Love You" (hợp tác với Ne-Yo) | Shaffer Smith Hermansen Eriksen                                                   | StarGate Ne-Yo [a]                  | 3:39                                |
| 7.                                  | "Say It"                                   | Riddick Quaadir Atkinson Ewart Brown Clifton Dillon Sly Dunbar Brian Thompson     | Neo da Matrix Riddick [a]           | 4:10                                |
| 8.                                  | "Sell Me Candy"                            | Nash Riddick Timothy Mosley                                                       | Timbaland Riddick [a] Nash [a]      | 2:45                                |
| 9.                                  | "Lemme Get That"                           | Nash Mosley Carter                                                                | Timbaland Nash [a]                  | 3:41                                |
| 10.                                 | "Rehab"                                    | Justin Timberlake Mosley Hannon Lane                                              | Timbaland Lane [b] Timberlake [a]   | 4:54                                |
| 11.                                 | "Question Existing"                        | Smith Shea Taylor Carter                                                          | Taylor Ne-Yo [b] Riddick [a]        | 4:08                                |
| 12.                                 | "Good Girl Gone Bad"                       | Smith Hermansen Eriksen Lene Marlin                                               | StarGate Ne-Yo [a] Nash [a]         | 3:35                                |
| Tổng thời lượng:                    | Tổng thời lượng:                           | Tổng thời lượng:                                                                  | Tổng thời lượng:                    | 46:02                               |

| Good Girl Gone Bad – Bản tại Pháp (track bổ sung) | Good Girl Gone Bad – Bản tại Pháp (track bổ sung) | Good Girl Gone Bad – Bản tại Pháp (track bổ sung) | Good Girl Gone Bad – Bản tại Pháp (track bổ sung) | Good Girl Gone Bad – Bản tại Pháp (track bổ sung) |
| STT                                               | Nhan đề                                           | Sáng tác                                          | Sản xuất                                          | Thời lượng                                        |
| ------------------------------------------------- | ------------------------------------------------- | ------------------------------------------------- | ------------------------------------------------- | ------------------------------------------------- |
| 13.                                               | "Umbrella" (The Lindbergh Palace Remix)           | Stewart Nash Harrell Carter                       | Stewart Harrell [a]                               | 3:53                                              |

| Good Girl Gone Bad – Bản tại Úc và Anh quốc (track bổ sung) | Good Girl Gone Bad – Bản tại Úc và Anh quốc (track bổ sung) | Good Girl Gone Bad – Bản tại Úc và Anh quốc (track bổ sung) | Good Girl Gone Bad – Bản tại Úc và Anh quốc (track bổ sung) | Good Girl Gone Bad – Bản tại Úc và Anh quốc (track bổ sung) |
| STT                                                         | Nhan đề                                                     | Sáng tác                                                    | Sản xuất                                                    | Thời lượng                                                  |
| ----------------------------------------------------------- | ----------------------------------------------------------- | ----------------------------------------------------------- | ----------------------------------------------------------- | ----------------------------------------------------------- |
| 13.                                                         | "Cry"                                                       | Hermansen Eriksen Dabney                                    | StarGate                                                    | 3:53                                                        |
| Tổng thời lượng:                                            | Tổng thời lượng:                                            | Tổng thời lượng:                                            | Tổng thời lượng:                                            | 49:54                                                       |

| Good Girl Gone Bad – Bản tại Nhật (track bổ sung) | Good Girl Gone Bad – Bản tại Nhật (track bổ sung) | Good Girl Gone Bad – Bản tại Nhật (track bổ sung) | Good Girl Gone Bad – Bản tại Nhật (track bổ sung) | Good Girl Gone Bad – Bản tại Nhật (track bổ sung) |
| STT                                               | Nhan đề                                           | Sáng tác                                          | Sản xuất                                          | Thời lượng                                        |
| ------------------------------------------------- | ------------------------------------------------- | ------------------------------------------------- | ------------------------------------------------- | ------------------------------------------------- |
| 13.                                               | "Cry"                                             | Hermansen Eriksen Dabney                          | StarGate                                          | 3:53                                              |
| 14.                                               | "Haunted"                                         | Rogers Sturken                                    | Rogers Sturken                                    | 4:09                                              |
| Tổng thời lượng:                                  | Tổng thời lượng:                                  | Tổng thời lượng:                                  | Tổng thời lượng:                                  | 54:04                                             |

| Good Girl Gone Bad – Bản cao cấp tại Nhật bao gồm Dance Remixes (Đĩa 1 – CD tăng cường) | Good Girl Gone Bad – Bản cao cấp tại Nhật bao gồm Dance Remixes (Đĩa 1 – CD tăng cường) | Good Girl Gone Bad – Bản cao cấp tại Nhật bao gồm Dance Remixes (Đĩa 1 – CD tăng cường) |
| STT                                                                                     | Nhan đề                                                                                 | Thời lượng                                                                              |
| --------------------------------------------------------------------------------------- | --------------------------------------------------------------------------------------- | --------------------------------------------------------------------------------------- |
| 15.                                                                                     | "Umbrella" (hợp tác với Jay-Z) (Video)                                                  | 4:14                                                                                    |

| Good Girl Gone Bad – Bản tại Anh quốc (track nhạc số bổ sung) | Good Girl Gone Bad – Bản tại Anh quốc (track nhạc số bổ sung) | Good Girl Gone Bad – Bản tại Anh quốc (track nhạc số bổ sung) | Good Girl Gone Bad – Bản tại Anh quốc (track nhạc số bổ sung) | Good Girl Gone Bad – Bản tại Anh quốc (track nhạc số bổ sung) |
| STT                                                           | Nhan đề                                                       | Sáng tác                                                      | Sản xuất                                                      | Thời lượng                                                    |
| ------------------------------------------------------------- | ------------------------------------------------------------- | ------------------------------------------------------------- | ------------------------------------------------------------- | ------------------------------------------------------------- |
| 14.                                                           | "Umbrella" (Acoustic)                                         | Stewart Nash Harrell Carter                                   | Stewart Harrell [a]                                           | 4:36                                                          |
| Tổng thời lượng:                                              | Tổng thời lượng:                                              | Tổng thời lượng:                                              | Tổng thời lượng:                                              | 54:34                                                         |

| Good Girl Gone Bad – Bản cao cấp bao gồm Dance Remixes (Đĩa 2) | Good Girl Gone Bad – Bản cao cấp bao gồm Dance Remixes (Đĩa 2)    | Good Girl Gone Bad – Bản cao cấp bao gồm Dance Remixes (Đĩa 2) | Good Girl Gone Bad – Bản cao cấp bao gồm Dance Remixes (Đĩa 2) | Good Girl Gone Bad – Bản cao cấp bao gồm Dance Remixes (Đĩa 2) |
| STT                                                            | Nhan đề                                                           | Sáng tác                                                       | Sản xuất                                                       | Thời lượng                                                     |
| -------------------------------------------------------------- | ----------------------------------------------------------------- | -------------------------------------------------------------- | -------------------------------------------------------------- | -------------------------------------------------------------- |
| 1.                                                             | "Umbrella" (hợp tác với Jay-Z) (Seamus Haji & Paul Emanuel Remix) | Stewart Nash Harrell Carter                                    | Stewart Harrell [a] Seamus Haji [c] Paul Emanuel [c]           | 6:27                                                           |
| 2.                                                             | "Breakin' Dishes" (Soul Seekerz Remix)                            | Stewart Nash                                                   | Stewart Harrell [a] Soul Seekerz [c]                           | 6:36                                                           |
| 3.                                                             | "Don't Stop the Music" (The Wideboys Club Mix)                    | Hermansen Eriksen Dabney Jackson                               | StarGate The Wideboys [c]                                      | 6:04                                                           |
| 4.                                                             | "Question Existing" (The Wideboys Club Mix)                       | Smith Taylor Carter                                            | Taylor Ne-Yo [b] Riddick [a] The Wideboys [c]                  | 6:37                                                           |
| 5.                                                             | "Hate That I Love You" (hợp tác với Ne-Yo) (K-Klassic Remix))     | Smith Hermansen Eriksen                                        | StarGate Ne-Yo [a] K-Klass [c]                                 | 6:12                                                           |
| 6.                                                             | "Push Up on Me" (Moto Blanco Club Mix)                            | Rotem Riddick Richie Weil                                      | Rotem Riddick [a] Moto Blanco [c]                              | 7:41                                                           |
| 7.                                                             | "Good Girl Gone Bad" (Soul Seekerz Remix)                         | Smith Hermansen Eriksen Marlin                                 | StarGate Ne-Yo [a] Nash [a] Soul Seekerz [c]                   | 6:37                                                           |
| 8.                                                             | "Haunted" (Steve Mac Classic Mix)                                 | Rogers Sturken                                                 | Rogers Sturken Steve Mac [c]                                   | 6:35                                                           |
| 9.                                                             | "Say It" (Soul Seekerz Remix)                                     | Riddick Atkinson Brown Dillon Dunbar Thompson                  | Neo da Matrix Riddick [a] Soul Seekerz [c]                     | 6:25                                                           |
| 10.                                                            | "Cry" (Steve Mac Classic Mix)                                     | Hermansen Eriksen Dabney                                       | StarGate Steve Mac [c]                                         | 5:48                                                           |
| 11.                                                            | "S.O.S." (Digital Dog Remix)                                      | Rotem E. Kidd Bogart Ed Cobb                                   | Rotem Digital Dog [c]                                          | 7:23                                                           |

Chú thích
- ^a  nghĩa là sản xuất phần giọng hát
- ^b  nghĩa là đồng sản xuất
- ^c  nghĩa là nhà phối khí và hỗ trợ sản xuất

## Xếp hạng
| Bảng xếp hạng (2007)                     | Vị trí cao nhất |
| ---------------------------------------- | --------------- |
| Album Úc (ARIA)                          | 2               |
| Album Áo (Ö3 Austria)                    | 3               |
| Album Bỉ (Ultratop Vlaanderen)           | 9               |
| Album Bỉ (Ultratop Wallonie)             | 9               |
| Album Canada (Billboard)                 | 1               |
| Czech Albums (IFPI)                      | 3               |
| Croatian International Album Chart       | 17              |
| Album Đan Mạch (Hitlisten)               | 2               |
| Album Hà Lan (Album Top 100)             | 20              |
| Album Phần Lan (Suomen virallinen lista) | 7               |
| Album Pháp (SNEP)                        | 8               |
| Album Đức (Offizielle Top 100)           | 4               |
| Hungarian Albums (MAHASZ)                | 4               |
| Album Ireland (IRMA)                     | 1               |
| Album Ý (FIMI)                           | 21              |
| Album México (Top 100 Mexico)            | 16              |
| Album New Zealand (RMNZ)                 | 8               |
| Album Na Uy (VG-lista)                   | 3               |
| Polish Albums (OLiS)                     | 3               |
| Album Bồ Đào Nha (AFP)                   | 24              |
| Album Tây Ban Nha (PROMUSICAE)           | 9               |
| Album Thụy Điển (Sverigetopplistan)      | 18              |
| Album Thụy Sĩ (Schweizer Hitparade)      | 1               |
| Album Anh Quốc (OCC)                     | 1               |
| US Billboard 200                         | 2               |
| US Top R&B/Hip-Hop Albums                | 3               |

| Bảng xếp hạng (2011) | Vị trí cao nhất |
| -------------------- | --------------- |
| UK R&B Albums Chart  | 16              |

| Bảng xếp hạng (2007)               | Vị trí |
| ---------------------------------- | ------ |
| Australian Albums (ARIA)           | 31     |
| Austrian Albums (Ö3 Austria)       | 17     |
| Belgian Albums (Ultratop Flanders) | 17     |
| Belgian Albums (Ultratop Wallonia) | 25     |
| Dutch Albums Chart                 | 47     |
| Hungarian Albums (Mahasz)          | 21     |
| Irish Albums (IRMA)                | 11     |
| Swiss Albums (Schweizer Hitparade) | 8      |
| UK Albums (OCC)                    | 10     |
| US Billboard 200                   | 57     |

| Bảng xếp hạng (2008)               | Vị trí |
| ---------------------------------- | ------ |
| Australian Albums (ARIA)           | 9      |
| Austrian Albums (Ö3 Austria)       | 47     |
| Belgian Albums (Ultratop Flanders) | 30     |
| Belgian Albums (Ultratop Wallonia) | 32     |
| Dutch Albums (MegaCharts)          | 56     |
| Hungarian Albums (Mahasz)          | 83     |
| Irish Albums (IRMA)                | 8      |
| Spanish Albums (Promusicae)        | 37     |
| Swiss Albums (Schweizer Hitparade) | 25     |
| UK Albums (OCC)                    | 6      |
| US Billboard 200                   | 21     |

| Bảng xếp hạng (2009) | Vị trí |
| -------------------- | ------ |
| US Billboard 200     | 70     |

| Bảng xếp hạng                     | Vị trí |
| --------------------------------- | ------ |
| Australia (ARIA)                  | 59     |
| France (SNEP)                     | 68     |
| Dutch Albums (MegaCharts)         | 228    |
| New Zealand (Recorded Music NZ)   | 112    |
| Switzerland (Schweizer Hitparade) | 35     |

## Chứng nhận
| Quốc gia                                                                           | Chứng nhận  | Số đơn vị/doanh số chứng nhận |
| ---------------------------------------------------------------------------------- | ----------- | ----------------------------- |
| Úc (ARIA)                                                                          | 4× Bạch kim | 280.000^                      |
| Áo (IFPI Áo)                                                                       | Bạch kim    | 20,000*                       |
| Bỉ (BEA)                                                                           | 3× Bạch kim | 60,000*                       |
| Brasil (Pro-Música Brasil)                                                         | 2× Bạch kim | 120.000*                      |
| Canada (Music Canada)                                                              | 5× Bạch kim | 500.000^                      |
| Đan Mạch (IFPI Đan Mạch)                                                           | Bạch kim    | 30.000^                       |
| Phần Lan (Musiikkituottajat)                                                       | Bạch kim    | 16,002                        |
| Đức (BVMI)                                                                         | 2× Bạch kim | 600.000^                      |
| Hy Lạp (IFPI Hy Lạp)                                                               | Vàng        | 7.500^                        |
| Hungary (Mahasz)                                                                   | Bạch kim    | 6.000^                        |
| Ireland (IRMA)                                                                     | 5× Bạch kim | 75.000^                       |
| Ý (FIMI)                                                                           | Bạch kim    | 80.000*                       |
| Nhật Bản (RIAJ)                                                                    | Bạch kim    | 250.000^                      |
| México (AMPROFON)                                                                  | Vàng        | 50.000^                       |
| New Zealand (RMNZ)                                                                 | Bạch kim    | 15.000^                       |
| Ba Lan (ZPAV)                                                                      | 2× Bạch kim | 40.000*                       |
| Bồ Đào Nha (AFP)                                                                   | Vàng        | 10.000^                       |
| Nga (NFPF)                                                                         | 4× Bạch kim | 80.000*                       |
| Tây Ban Nha (PROMUSICAE)                                                           | Bạch kim    | 80,000^                       |
| Thụy Sĩ (IFPI)                                                                     | 3× Bạch kim | 90.000^                       |
| Anh Quốc (BPI)                                                                     | 6× Bạch kim | 1,904,347                     |
| Hoa Kỳ (RIAA)                                                                      | 5× Bạch kim | 2,800,000                     |
| Tổng hợp                                                                           |             |                               |
| Châu Âu (IFPI)                                                                     | 3× Bạch kim | 3.000.000*                    |
| * Chứng nhận dựa theo doanh số tiêu thụ. ^ Chứng nhận dựa theo doanh số nhập hàng. |             |                               |